# تونیشا
تونیشا (به انگلیسی: Tonicha) با نام کامل آنتونیا د ژسوی مونتس تونیشا (زاده ۸ مارس ۱۹۴۶) خواننده پرتغالی است.
او نماینده پرتغال در یوروویژن ۱۹۷۱ بود.